# Sacoșu Turcesc
Sacoșu Turcesc is een gemeente in het Roemeense district Timiș en ligt in de regio Banaat in het westen van Roemenië. De gemeente telt 2975 inwoners (2005).

## Geografie
De oppervlakte van Sacoșu Turcesc bedraagt 124,53 km², de bevolkingsdichtheid is 24 inwoners per km².
De gemeente bestaat uit de volgende dorpen: Berini, Icloda, Otvești, Sacoșu Turcesc, Stamora Română, Uliuc, Unip.

## Demografie
Van de 3154 inwoners in 2002 zijn 2684 Roemenen, 210 Hongaren, 20 Duitsers, 228 Roma's en 12 van andere etnische groepen.
Onderstaande figuur toont het verloop van het inwoneraantal vanaf 1880.

### Hongaarse gemeenschap
In het dorpje Otvești (Hongaars:Ötvösd) werd op gronden van luitenant-generaal Ernő Kiss gesticht. Als zijn nalatenschap wordt ook de stichting van de dorpen Iosif (Jözsefszállás) en Cruceni (Torontálkeresztes) gezien. De kolonisten waren alle Hongaarstalige Rooms Katholieken uit de omgeving van de steden Arad en Makó. Het dorp was vanaf de stichting niet groot genoeg om een gemeente te vormen, daarom werd er naarstig gezocht naar nieuwe inwoners en werden er nieuwe bouwpercelen verkocht aan kolonisten. In 1910 bereikte het dorp haar hoogste inwonertal, het had toen 816 inwoners waarvan 791 Hongaren. Vooral in de jaren '80 nam het aantal inwoners snel af, het dorp stond op de nominatie verwoest te worden in het kader van het systematiseringsbeleid voor het platteland van het Ceausescu regiem.  In 2011 waren er nog 392 inwoners, 150 Roemenen en 206 Hongaren.

## Politiek
De burgemeester van Sacoșu Turcesc is Gabriel Adrian Koller (PSD).

## Geschiedenis
In 1321 werd Sacoșu Turcesc officieel erkend.
De historische Hongaarse en Duitse namen zijn respectievelijk Törökszákos en Türkisch Sakosch.
Balinț · Banloc · Bara · Bârna · Beba Veche · Becicherecu Mic · Belinț · Bethausen · Biled · Birda · Bogda · Boldur · Brestovăț · Cărpiniș · Cenad · Cenei · Checea · Chevereșu Mare · Comloșu Mare · Coșteiu · Criciova · Curtea · Darova · Denta · Dudeștii Noi · Dudeștii Vechi · Dumbrava · Dumbrăvița · Fibiș · Fârdea · Foeni · Gavojdia · Ghilad · Ghiroda · Ghizela · Giarmata · Giera · Giroc · Giulvăz · Gottlob · Iecea Mare · Jamu Mare · Jebel · Lenauheim · Liebling · Lovrin · Margina · Mașloc · Mănăștiur · Moravița · Moșnița Nouă · Nădrag · Nițchidorf · Ohaba Lungă · Orțișoara · Parța · Pădureni · Peciu Nou · Periam · Pietroasa · Pișchia · Racovița · Remetea Mare · Sacoșu Turcesc · Saravale · Satchinez · Săcălaz · Secaș · Sânandrei · Sânmihaiu Român · Sânpetru Mare · Șag · Şandra · Știuca · Teremia Mare · Tomești · Tomnatic · Topolovățu Mare · Tormac · Traian Vuia · Uivar · Valcani · Variaș · Victor Vlad Delamarina · Voiteg